# 마셜 제도의 국기

마셜 제도의 국기 비율 10:19

마셜 제도의 국기는 미국의 신탁통치령으로 있던 1979년 5월 1일 자치 정부 수립과 동시에 제정되었다.
파란색 바탕에 깃대 왼쪽 하단에서부터 오른쪽 상단까지 뻗은 주황색과 하얀색 대각선이 그려져 있으며 왼쪽 상단에는 24개의 빛을 가진 하얀색 별이 그려져 있다.
파란색은 태평양을, 대각선은 적도를, 하얀색은 일출(라타크 열도)과 평화를, 주황색은 일몰(랄리크 열도)과 용기를 의미한다.
하얀색 별은 북반구 바로 앞에 위치한 군도임을 의미하며 24개의 빛은 24개의 자치 구역을, 4개의 긴 빛은 마셜 제도를 구성하는 4개의 가장 큰 섬을 의미한다.

## 색상
| 색상 | 파랑               | 주황                | 하양                  |
| ---- | ------------------ | ------------------- | --------------------- |
| RGB  | 0–56–147 (#003893) | 221–117–0 (#DD7500) | 255–255–255 (#FFFFFF) |